# Lambáyong
Lambáyong es un municipio filipino de segunda categoría, situado al sur de la isla de Mindanao. Forma parte de la provincia de Sultán Kudarat situada en la Región Administrativa de Soccsksargen también denominada Región XII. Para las elecciones está encuadrado en el Primer Distrito Electoral de esta provincia.

## Geografía

### Barrios
El municipio de Lambáyong se divide, a los efectos administrativos, en 26 barangayes o barrios, conforme a la siguiente relación:
| - Caridad (Cuyapon) - Didtaras - Gansing (Bilumen) - Kabulakan | - Kapingkong - Katitisan - Lagao - Lilit - Madanding - Maligaya | - Mamali - Matiompong - Midtapok - New Cebu - Palumbi - Pidtiguián | - Pimbalayán - Pinguiamán - Población (Lambayong) - Sadsalán - Senebén | - Sigayán - Tambak - Tinumigues - Tumiao (Tinaga) - Udtong |  |

## Historia

### Influencia española
Este territorio formaba parte de la Capitanía General de Filipinas (1520-1898).
Hacia 1696 el capitán Rodríguez de Figueroa obtiene del gobierno español el derecho exclusivo de colonizar Mindanao.
El 1 de febrero de este año parte de Iloilo alcanzando la desembocadura del Río Grande de Mindanao, en lo que hoy se conoce como la ciudad de Cotabato.

### Independencia
El 22 de noviembre de 1972 los barrios Caridad, Didtaras, Gansing, Kabukalan, Kapingkong, Katitisan, Lagao, Lilit, Madanding, Maligaya, Mamali, Matiompong, Midtapok, New Cebu, Pidtiguian, Pinguiaman, Pimbalayan, Población, Ponol, Sadsalan, Senaban, Sigayan, Tinomiguez, Torre, Tambak, Tumiao, Udtong y de Palumbi, hasta entonces pertenecientes al municipio de Sultán sa Barongis, en la provincia de Maguindanao, quedan segregados para formar un nuevo municipio denominado  Mariano Marcos, que pasa a formar parte de esta provincia de Sultán Kudarat. Como sede del ayuntamiento se señala el barrio de Población. 

Mariano Marcos  Rubio (1897-1945) fue un abogado y un político de Ilocos del Norte, padre del que fuera presidente Ferdinand Marcos.